# Molson Indy Toronto 2004
Molson Indy Toronto 2004 var den sjätte deltävlingen i Champ Car 2004. Racet kördes den 11 juli på Torontos gator. Sébastien Bourdais tog till slut över mästerskapsledningen, efter att ha vunnit sin tredje raka seger. Bruno Junqueira tappade ledningen, efter att ha kolliderat med Mario Domínguez på första varvet. Jimmy Vasser blev tvåa, medan Patrick Carpentier tog sin in på tredje plats.

## Slutresultat
| Plats | Förare              | Team                | Grid | Kvaltid  |
| ----- | ------------------- | ------------------- | ---- | -------- |
| 1     | Sébastien Bourdais  | Newman/Haas Racing  | 1    | 58,558   |
| 2     | Jimmy Vasser        | PKV Racing          | 11   | 59,471   |
| 3     | Patrick Carpentier  | Forsythe Racing     | 6    | 59,200   |
| 4     | Mario Haberfeld     | Walker Racing       | 14   | 1.00,346 |
| 5     | Paul Tracy          | Forsythe Racing     | 2    | 59,026   |
| 6     | Gastón Mazzacane    | Dale Coyne Racing   | 16   | 1.01,130 |
| 7     | Alex Tagliani       | Rocketsports Racing | 9    | 59,469   |
| 8     | Ryan Hunter-Reay    | Herdez Competition  | 7    | 59,260   |
| 9     | Oriol Servià        | Dale Coyne Racing   | 10   | 59,469   |
| 10    | Alex Sperafico      | Conquest Racing     | 17   | 1.01,253 |
| 11    | A.J. Allmendinger   | RuSPORT             | 8    | 59,379   |
| 12    | Justin Wilson       | RuSPORT             | 5    | 59,029   |
| 13    | Roberto González    | PKV Racing          | 15   | 1.00,812 |
| 14    | Rodolfo Lavín       | Forsythe Racing     | 13   | 59,874   |
| 15    | Michel Jourdain Jr. | RuSPORT             | 12   | 59,584   |
| 16    | Memo Gidley         | Rocketsports Racing | 18   | 1.01,497 |
| 17    | Mario Domínguez     | Herdez Competition  | 4    | 58,899   |
| 18    | Bruno Junqueira     | Newman/Haas Racing  | 3    | 58,842   |